# Krystyna Serwaczak
Krystyna Serwaczak (ur. 1930 we Lwowie, zm. 28 października 2016 w Pruszkowie) – założycielka i prezes klubu PTTK "Varsovia", pomysłodawczyni i wieloletnia realizatorka Rajdu „Po kamienistej drodze” do Pęcic.

## Życiorys
W 1945 roku, wraz z rodziną, znalazła się w Pruszkowie. W Pruszkowie ukończyła szkołę średnią i rozpoczęła studia na Uniwersytecie Warszawskim i Akademii Teologii Katolickiej w Warszawie. Wstąpiła do harcerstwa. Jako harcerka 3. Mazowieckiej Drużyny Harcerskiej uczestniczyła 3 maja 1946 roku w uroczystości poświęcenia Pomnika Mauzoleum żołnierzy poległych pod Pęcicami.
Po ukończeniu studiów przez krótki czas pracowała w Szkole nr 1 w Pruszkowie, a potem w Polskim Towarzystwie Turystyczno-Krajoznawczym. Początkowo należała do koła terenowego „Mazowsze”, gdzie współpracowała z ks. prałatem Tadeuszem Uszyńskim, a później w Oddziale PTTK Śródmieście. Była inspiratorką i współzałożycielką Klubu PTTK „Varsovia” oraz wieloletnim prezesem Klubu.
Była pomysłodawczynią Rajdu „Po kamienistej drodze” do Pęcic, imprezy turystycznej kończącej się pod Pomnikiem Mauzoleum w Pęcicach. Kombatanci z Ochoty spotykali się corocznie w kościele św. Jakuba przy Placu Narutowicza oraz brali udział w uroczystości upamiętniającej bój pod Pęcicami starcie pod Pęcicami.
Nawiązała liczne kontakty ze środowiskami „Zośki”, „Baszty”, „Jerzyków” i „Zawiszaków”. Uczestniczyła, wraz z Klubem "Varsovia", w organizacji imprez turystycznych poświęconych żołnierzom „Zośki”, „Baszty”, „Jerzyków”, „Zawiszaków” . Klub zorganizował również 20 Rajdów Szlakiem Krystyny Krahelskiej.

## Odznaczenia
- Złoty Krzyż Zasługi
- Złoty Medal „Opiekun Miejsc Pamięci Narodowej”
- Honorowa Odznaka PTTK